# مفاعل كالسيوم

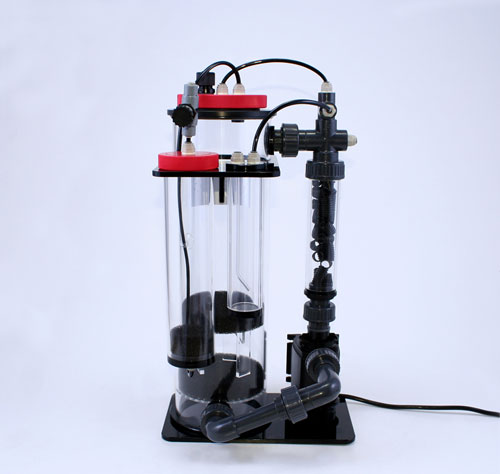
مفاعل كالسيوم

مفاعل الكالسيوم هو جهاز يوضع في أحواض السمك البحرية وفي أحواض الشعاب المرجانية بحيث يؤمن حدوث توازن في قلوية المياه المستخدمة في الحوض.
يعد مفاعل الكالسيوم طريقة فعالة من أجل تزويد الكالسيوم في أحواض الشعب المرجانية للأحياء البحرية التي تحتاج الكالسيوم.

## مبدأ العمل
يحضر محلول حمضي من حقن ثنائي أكسيد الكربون CO2 في حجرة مليئة بماء البحر المالح وفي وسط غني بالكالسيوم. يقوم CO2 بتخفيض قيمة الأس الهيدروجيني pH للوسط، نتيجة تشكل حمض الكربونيك، ويقوم بتذويب الوسط الغني بالكالسيوم، والذي يجري عملية تدويره بحيث تستهلكه المتعضيات، وبشكل أساسي من قبل المرجان من أجل بناء هياكلها.

## اقرأ أيضاً
- حوض شعاب مرجانية
- تربية الأسماك